# Кисин, Борис Моисеевич
Борис Моисеевич Кисин (при рождении Бер Мовшевич Кисин, псевдоним до 1923 года — Борис Кевер; 15 (27) июня 1899, Рязань — 8 ноября 1986, Москва) — русский советский поэт, писатель

, художник-график, теоретик полиграфии, искусствовед, филателист. Кандидат искусствоведения (1943). Член Союза журналистов СССР.

## Биография
Родился 15 (27) июня 1899 года в Рязани, в семье витебских мещан Мовши Израилевича (Моисея Соломоновича) Кисина и Хаи-Сары Шоломовны (Соломоновны) Кисиной. У него были старшая сестра Розалия, братья Вениамин и Самуил. Родители перебрались в Рязань из Витебска в 1893 году; отец, столяр по профессии, «цеховой», занялся торговлей дровами и древесным углем, арендовал дом, часть конюшни и дровяной склад в усадьбе генерала Б. М. Петрово-Соловово на Театральной улице, и 21 декабря 1910 года был причислен к купцам первой гильдии. Семья жила в доходном доме Г. И. Говорова на Маломещанской улице, к январю 1901 года переехала в дом купца Е. П. Соколова на той же Маломещанской улице, где жила до еврейского погрома 23—24 октября 1905 года, затем поселилась в доходном доме В. Д. Харина. Кисины числятся в «Деле № 39 об ассигновании средств на выдачу пособий евреям, пострадавшим от погрома 23—24 октября 1905 г.», но отец отказался от пособия «в пользу беднейших». Не имея собственного дома, они впоследствии много переезжали и снимали квартиры в домах Рябовой, Асташёвой, Кедрова и Шевченко. 10 февраля 1907 года отцу была выдана бессрочная паспортная книжка и семья получила право постоянного жительства в городе.
В 1910—1917 годах учился в рязанской частной мужской гимназии Н. Н. Зелятрова. В 1918 году служил в Губернском наркомпросе заведующим складом теневых картин и одновременно был лаборантом и учился в изо-мастерской для рабочих и учащейся молодёжи при клубе союза строительных рабочих Н. С. Трошина. Его соучеником по изо-мастерской был художник Владимир Прагер (1903—1960). С 1 января 1920 по 15 августа 1921 года учился в Красноармейской художественной студии при Гарнизонном клубе под руководством Ф. А. Малявина, а после его отъезда — М. Г. Кирсанова. Во время учёбы был избран председателем комитета учащихся художественной студии, организовал художественный кружок учащихся Саженевского профессионально-технического училища садоводства. По окончании обучения получил звание художника-инструктора и с 15 августа по 15 ноября 1921 года состоял художником-декоратором в Гарнизонном клубе. Осенью 1921 года возглавлял культурно-просветительский отдел в Рязанском районном комитете Всероссийского союза работников водного транспорта, работал декоратором Театра имени Я. М. Свердлова. Поступил на естественно-исторический факультет Рязанского института народного образования.
В 1922—1929 годах учился на печатно-графическом факультете Высших художественно-технических мастерских (ВХУТЕМАС) в Москве.
Впоследствии на протяжении многих лет преподавал в Редакционно-издательском институте (РИИН), был доцентом Московского полиграфического института. Более 35 лет работал художественным редактором Учпедгиза.

## Творчество
Писать стихи начал под влиянием брата в возрасте четырнадцати лет. Первые публикации датируются 1920 годом под псевдонимом «Борис Кевер» (с древнеевр. — «могила»). Под этим же псевдонимом до 1923 года выходили и его книжные иллюстрации. Был членом Рязанского отделения Всероссийского Союза поэтов, секретарём которого был его старший брат. Был иллюстратором и одним из авторов вышедших под редакцией Вениамина Кисина коллективных сборников «Голгофа строф» (1920), «Коралловый корабль» (1921), «Киноварь», «Сегодня» (1921), «Плетень» (1921), «Огненный лебедь» (1922, остался неопубликован), и дебютного сборника стихотворений брата «Багряница» (1922). В составленном братом коллективном сборнике «Из недр земли» (1922) выступил как поэт с указанием «вне групп». Оформил также рукописные сборники своих и брата стихов «Мандрагора» (1921), «Калейдоскоп» (1921) и «непериодический журнал» «Полишинель» (два номера, 1921). Принимал участие в работе поэтического кружка, который собирался на квартире его соученика по гимназии, изостудии и Рязанскому институту народного образования Сергея Ценина (как поэт выступал под псевдонимом «Сергей Оленин»).
Борис Кисин был автором ряда статей для «Литературной энциклопедии». В том же издании, в статье «Люминизм», он был причислен к приверженцам этого поэтического течения, основанного его старшим братом на рубеже военного коммунизма и нэпа. Близко дружил с поэтессой Наталией Кугушевой, тоже люминисткой. После трагической гибели своего брата Вениамина в 1922 году сохранил его архив (в 1966 году переданный в рязанские архивы и РГАЛИ), а в 1923 году составил и опубликовал посмертное собрание стихотворений брата (М.: Издательство Всероссийского союза поэтов, 1923. — 264 с.) с собственной вступительной статьёй и комментариями. С этого времени собственные стихи, статьи и книги публиковал под своей фамилией. Участвовал в ряде литературных сборников, в том числе «Памяти Есенина» (1926). В 1927 году выпустил сборник своих стихов со словами из «Декларации люминизма» на обложке и с посвящением «Солнечной памяти брата и учителя Вениамина Кисина». Эту книгу он отправил М. Горькому в Сорренто и получил ответное письмо с похвалой, которое однако заканчивалось критикой лирической направленности стихов Кисина тогда как «время — эпическое» (1928). В период обучения во ВХУТЕМАСе написал пьесу «Мистерия. Уф-ф…ф», где действующими лицами были преподаватели, сотрудники и студенты графического факультета. В качестве дипломной работы по полиграфическому факультету Высшего художественно-технического института в 1929 году представил посмертный сборник стихов своего старшего брата Вениамина Кисина «Мирское сердце», со своим макетом и гравюрами (книжка была издана в количестве 40 экземпляров в типографии Высшего художественно-технического института). В 1929 году в журнале «Октябрь» был опубликован его очерк «Рязань». Первый сборник стихов «Чёрный Христос» (1921) и подготовленные третий сборник «Мёртвая петля» (1922—1926) остались неопубликованными. Издал также три книжки стихов для детей, пьесу, рассказы.
После окончания института под влиянием критики Горького писал стихи уже в основном для себя, в том числе собранные в сборник «Стихи, которые не прочтут» (1923—1981); они оставались неизданными до посмертных публикаций в 2017 и 2019 годах (стихи Вениамина и Бориса Кисиных «Жизнь: стихи, которые прочтут»).
За годы работы художественным редактором в Учпедгизе оформил огромное число детских книг, букварей и школьных учебников. Как искусствовед публиковался в специализированных и популярных журналах, выпустил книги «Графика в оформлении книги» (1938) и «Графическое оформление книги» (учебник по полиграфии, 1946), был одним из авторов коллективного труда «Основы оформления советской книги» (1956).

## Вклад в филателию
В конце жизни Борис Кисин всерьёз увлекался коллекционированием почтовых марок. В 1969 году опубликовал книгу «Страна Филателия», которая была удостоена серебряной медали на книжной выставке в Будапеште и других наград. Автор ряда статей в журнале «Филателия СССР». Впоследствии выпустил ещё две книги по филателии (новое издание «Страны Филателия» и «Страницы истории на почтовых марках», обе — 1980).

Примеры филателистических публикаций Б. М. Кисина
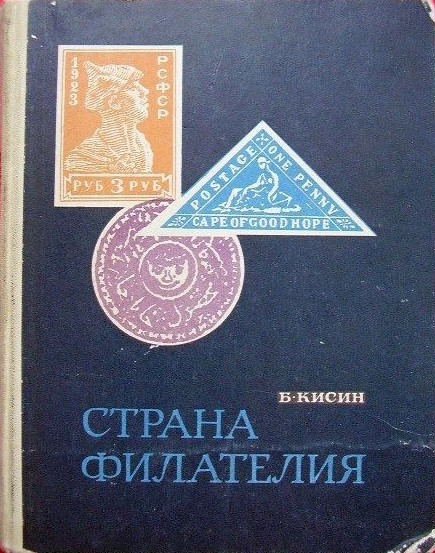
Книга «Страна Филателия» (1969)
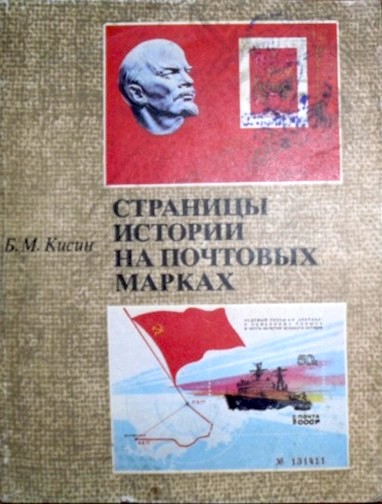
Книга «Страницы истории на почтовых марках» (1980)
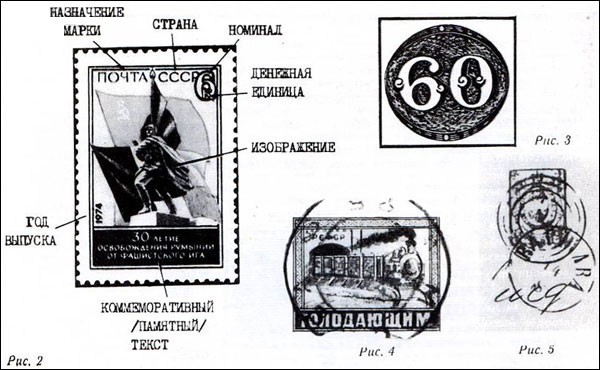
Авторская иллюстрация к статье «Почтовая марка и её элементы» в журнале «Филателия СССР» (1975)[≡]

## Избранные труды
- Стихи. Макет, набор, печать и брошюровка книги — студента графического факультета Б. Кисина. Гравюры на дереве — студентов Б. Кисина, А. Соловейчика и М. Фрама. Издание Всероссийского Союза поэтов. М.: Типография ВХУТЕМАСа, 1927. — 44 с.
- Богородица в русской литературе. Опыт социологического анализа. М.: Атеист, 1929. — 44 с.
- Антихрист, как образ. М.: Атеист, 1930. — 36 с.
- Пуговки хорошие, орешек и горошины. Стихи для детей. М.: Государственное издательство, 1930. — 15 с.
- Старому не бывать (Мастер и работница): Рассказ. М.—Л.: Государственное издательство, 1930. — 48 с.
- Про нашего друга — про чёрный уголь. Для детей. М.: Молодая гвардия, 1931. — 16 с.
- Про соху и стального коня. Стихи для детей. М.: Государственное издательство, 1932. — 16 с.
- Сихоте-Алин: Пьеса // На рубеже. 1933. № 1. [Современная публикация: «Дебри-ДВ», 24.10.2013.]
- Графика в оформлении книги. М.—Л.: Государственное издательство лёгкой промышленности, 1938. — 294 с.
- Внешнее оформление книги: Переплёт и обложка. Л.: Типографическая лаборатория ЛПТ, 1941. — 47 с.
- Графическое оформление книги. М.: Государственное издательство лёгкой промышленности, 1946. — 408 с.[12]
- Страна Филателия. М.: Просвещение, 1969. — 239 с.[14]
- Почтовая марка и её элементы // Филателия СССР. 1975. № 4. С. 47—48[≡].
- Марки разного назначения // Филателия СССР. 1975. № 12. С. 55—56[≡].
- Марки разного назначения // Филателия СССР. 1976. № 2. С. 57—58[≡].
- Страна Филателия. 2-е изд. М.: Связь, 1980. — 192 с.[16]
- Страницы истории на почтовых марках. М.: Просвещение, 1980. — 112 с.
- Вербы весенняя весть. Стихи Вениамина и Бориса Кисиных. Составление Г. П. Ивановой. Рязань: ИП Жуков В. Ю., 2017. — 140 с.
- Жизнь: стихи, которые прочтут. Составление Г. П. Ивановой. Рязань: ИП Жуков В. Ю., 2019. — 308 с.